# Museo Diocesano d' Arte Sacra

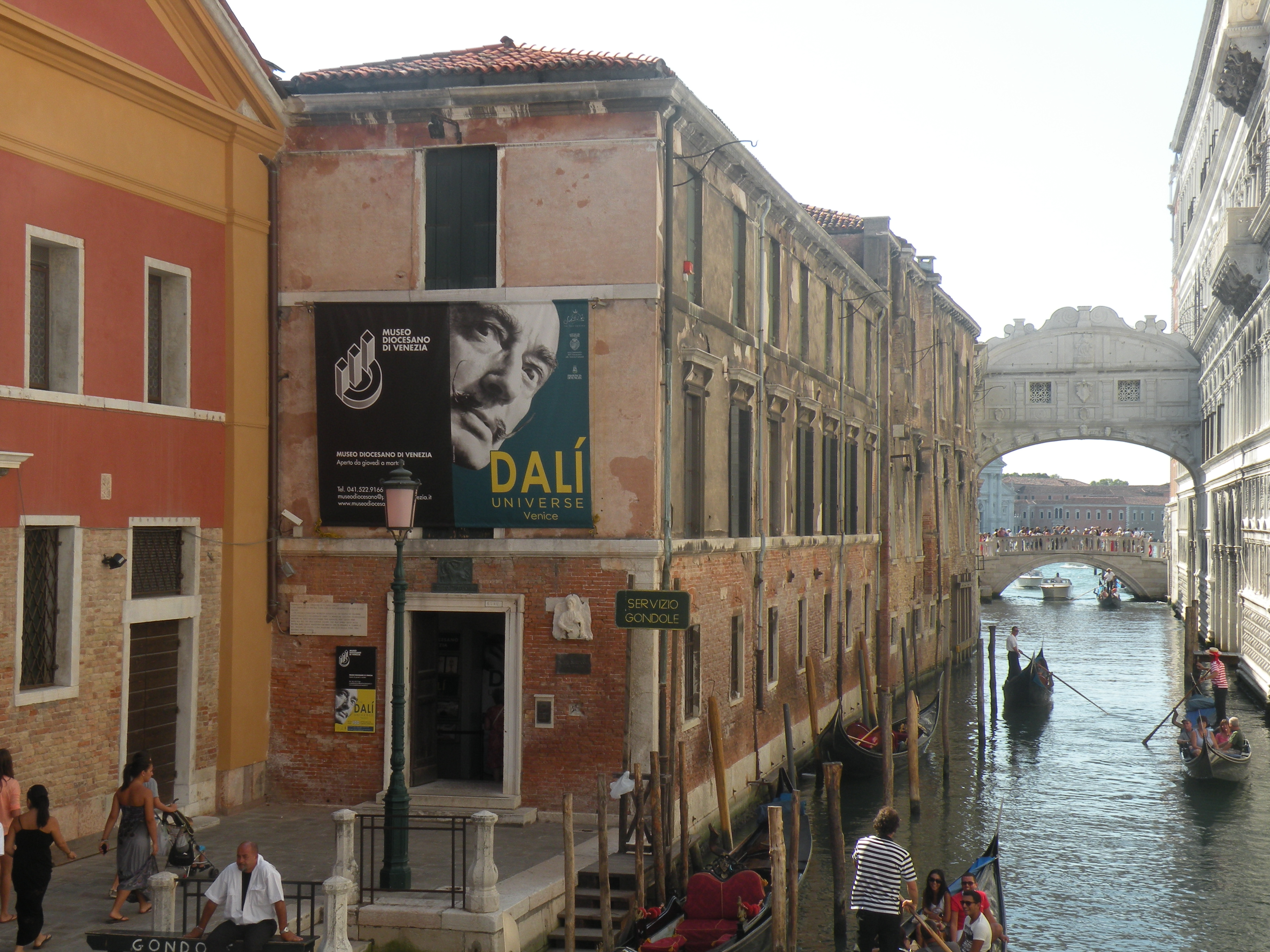
Museo Diocesano d' Arte Sacra

Het Museo Diocesano d'Arte Sacra di Santa Apollonia is een museum van sacrale kunst in de sestiere Castello in Venetië, Italië.

## Beschrijving
Het museum is gevestigd in het voormalige Benedictijnerklooster van St. Apollonia, gebouwd tussen de 12de en 13de eeuw. Het is eigendom van het bisdom van Venetië en werd gepromoot door Paus Johannes Paulus I (Albino Luciani, 1912-1978) toen hij patriarch werd in Venetië.
Het is recent gerestaureerd en bevat kunstvoorwerpen zoals schilderijen, beeldhouwwerken, ornamenten en heilige voorwerpen uit Venetiaanse kerken en kloosters die werden gesloten.
Het museum heeft ook een van de rijkste verzamelingen van zilverwerk, bestaande uit ongeveer 200 stuks van liturgische voorwerpen (12de tot 16de eeuw), een verzameling van schilderijen van onder andere Tintoretto, Palma il Giovane, Gregorio Lazzarini, Luca Giordano, Giannantonio Pellegrini en houten sculpturen en beelden.